# IDEA (magazine)
IDEA est un magazine japonais fondé en 1953. Il a joué un rôle important dans la diffusion du travail des graphistes japonais à travers le monde.

## Editions spéciales
En 2009, le numéro 333 de IDEA est dédié au travail du typographe suisse Emil Ruder, sous le titre Ruder typography Ruder philosophy. Il contient des textes en anglais et japonais. Ce numéro est réédité en 2017 par Lars Müller Publishers, sous la forme d'un livre relié de 226 pages.